# Järvistensaari
Järvistensaari è un'isola situata nel Mare dell'Arcipelago, 7 km al largo della città di Turku, in Finlandia. Fa parte dell'Arcipelago di Turku, ed è posizionata tra le isole di Satava e Kutuluoto a nord, Hirvensalo a ovest e Ruissalo a sud. L'isola apparteneva alla municipalità di Kakskerta prima di essere annessa al comune di Turku nel 1968.
Su Järvistensaari sono presenti 99 edifici, gran parte dei quali sono case per le vacanze, tuttavia sull'isola ci sono anche dei residenti permanenti. Järvistensaari è sede di una delle ultime fattorie dell'arcipelago in cui vivono ancora dei pescatori.

## Storia
La prima menzione di Järvistensaari su un documento ufficiale è datata 1421, quando la parrocchia del comune di Maaria ricevette in dono i vasti prati nella parte orientale dell'isola. Già dal Medioevo, gli abitanti dei villaggi dell'isola di Satava utilizzavano Järvistensaari per il pascolo di bestiame o per rifornirsi di legname.
Durante un'importante riforma agricola voluta dall'impero svedese, riforma che si protrasse tra il 1749 e il 1807, i villaggi dell'isola di Satava chiamati Artukka e Nikkilä presero il controllo dei pascoli di Järvistensaari. Oggi parte di queste terre sono sotto il controllo delle parrocchie di Turku e Kaarina. Dopo la riforma (chiamata isojako in Finlandese, traducibile come "grande divisione"), l'isola venne abitata in maniera permanente da alcuni contadini provenienti da Satava. 
Nel 1810 sull'isola arrivò il calzolaio Blomqvist, proveniente da un distretto della città di Turku, e prese possesso di una fattoria nel villaggio di Järviste. Suo figlio divenne invece un fabbro, e tra il 1830 e il 1850 le loro attività fecero affari sulla costa nordest di Järvistensaari. Questo luogo divenne noto come "fattoria del fabbro" e operò fino all'inizio del 20º secolo. nel 1914, l'ultimo fabbro di Järviste si spostò nella vicina fattoria di Järvissalo.